# Livsdal

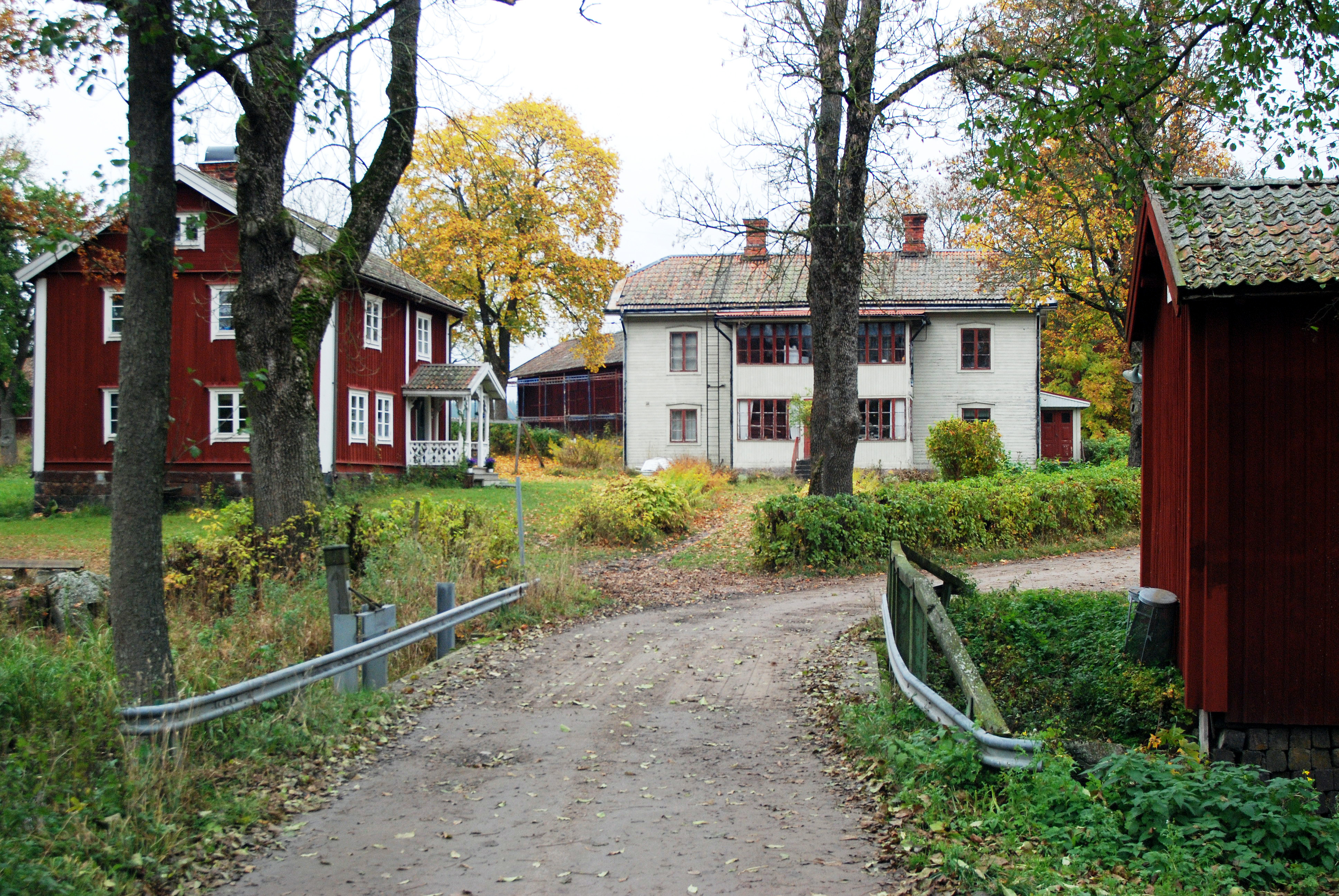
Livsdal i oktober 2007

Livsdal är en by inom Norbergs kommun i norra Västmanland. 
Byn har omnämnts i skriftliga källor redan på 1300-talet. Den är av riksintresse för kulturmiljövården och består av ett par jordbruk och flertalet sommarstugor. 
Genom bykärnan flyter Norbergsån, som förbinder sjöarna Trätten och Holmsjön. Trättens vattenstånd kan regleras medelst dammluckor vid de två broarna i byn. Byns kärna är samlad kring broarna. Tidigare fanns både vattendriven kvarn och sågverk. Sågverket revs på 1970-talet, men kvarnen finns kvar (2016) helt inbäddad i grönska.